# Unhais
Der Unhais ist ein rechter (nördlicher) Nebenfluss des Zêzere in Zentral-Portugal. Er wird von der Talsperre Santa Luzia zu einem Stausee (portugiesisch Albufeira da Barragem de Santa Luzia) aufgestaut. Er mündet in den Stausee der Talsperre Cabril (portugiesisch Albufeira da Barragem do Cabril).